# Defense Meritorious Service Medal

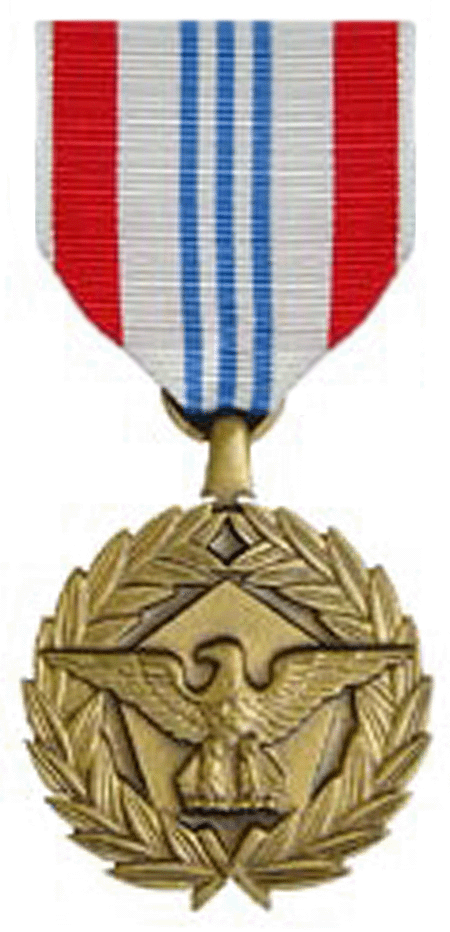
Defense Meritorious Service Medal

Die Defense Meritorious Service Medal ist eine militärische Auszeichnung der US-Streitkräfte. 
Diese Dekoration ist nach der Defense Distinguished Service Medal und der Defense Superior Service Medal die dritthöchste Auszeichnung des Verteidigungsministeriums der Vereinigten Staaten und besteht seit 3. November 1977.
Sie wird für verdienstvolle Tätigkeiten der gesamten Streitkräfte der Vereinigten Staaten, also streitkräfteübergreifend, gewöhnlich für einen Zeitraum von mehr als 12 Monaten an Stabsoffiziere oder an länger dienende Warrant Officers vergeben, wenn die Vergabekriterien für die Defense Superior Service Medal nicht ausreichen.
In der protokollarischen Rangordnung (Order of Precedence) liegt diese Auszeichnung unter dem Purple Heart und über der Meritorious Service Medal.